# Het Hollandse Trio
Het Hollandse Trio (Das Holländische Trio) was een ensemble voor kamermuziek, bestaande uit Coenraad Valentijn Bos (piano), Joseph Maurits van Veen (viool) en Jacques van Lier (cello), dat van 1899 tot 1910 in Berlijn furore maakte. Het pianotrio heeft ook uitvoeringen gegeven in Italië, Frankrijk, Nederland en Denemarken. De naam is later ook gebruikt door andere pianotrio`s.

## Geschiedenis
Coenraad V. Bos en Joseph van Veen speelden al sinds 1897 regelmatig samen in Berlijn als duo voor piano en viool. In 1899 voegde Jacques van Lier zich bij hen en werd "Das Holländische Trio" voor piano, viool en cello opgericht. Het trio debuteerde op 28 april 1899 in Berlijn met een concert dat geheel was gewijd aan werken van de Duitse componist Eduard Behm. In het najaar van 1899 werden hun eerste concerten in Nederland aangekondigd.
In Berlijn, op 4 december 1899, gaf het Hollandse Trio acte de présence op het "Weldadigheidsconcert voor Zuid-Afrika", om fondsen te werven ten bate van de Boeren tijdens de Tweede Boerenoorlog. Het muzikale gedeelte van de dag was volgens de correspondent zeer geslaagd.
Op 10 januari 1902 debuteerde het "Trio Hollandais" in Parijs, in de Nouvelle Societé Philharmonique, met het Pianotrio nr. 3 op. 101 van Brahms en het Pianotrio nr. 2 KV 496 van Mozart. Een recensent prees hun eensluidendheid en getrouwe weergave.
In zijn memoires vertelt Bos dat in de beginjaren van het trio de beroemde violist Joseph Joachim, leraar van Van Veen, een lovende brief schreef over het trio naar aanleiding van een concert in de zaal van de Hogeschool voor Muziek in Berlijn op 8 maart 1903. Joachim zelf en de altviolist Emanuel Wirth waren daarbij opgetreden als gastspelers met Het Hollandsche Trio in Brahms' Pianokwintet op. 34.
In januari 1904 bezocht Het Hollandsche Trio (Il trio olandese) Venetië voor twee succesvolle concerten in het theater La Fenice.
Op 16 maart 1906 verzorgde het trio een optreden in de Singakademie in Berlijn met de mezzosopraan Julia Culp en drie andere zangers. Het optreden was gewijd aan Beethovens Welshe en Schotse liederen (zoals The Cottage Maid en Faithful Johnnie). Als intermezzo werd het pianotrio op. 70/2 van Beethoven gespeeld.
Op een concert gewijd aan de Duitse tenor Ludwig Wūllner, als onderdeel van zijn toer van 18 concerten door Nederland begeleid door Coenraad Bos, speelde Het Hollandsche Trio op 31 oktober van dat jaar voor het eerst in het Amsterdamse Concertgebouw. Samen met het Concertgebouworkest onder leiding van Willem Mengelberg werd Beethovens Tripelconcert op. 56 uitgevoerd. De recensent van De Tijd was vol lof over pianist Bos, maar had twijfels over de andere leden van het trio.
Het succes beklijfde in Berlijn blijkens een positieve recensie in 1908, die spreekt van een zeer gewaardeerd trio dat reeds tien jaar actief was. Vooral de cellist Van Lier werd gewaardeerd, van de individuele kwaliteiten van de beide andere musici was de recensent van Het Nieuws van den Dag niet geheel overtuigd.
In maart 1908 gaf het Hollandse Trio twee concerten in het Casino in Kopenhagen die ophef veroorzaakten. De recensent van de Deense krant Politiken had na het eerste concert geschreven dat Van Veen een dilettant was. Aan het begin van het tweede concert eiste Van Veen dat dezelfde recensent de zaal diende te verlaten alvorens één noot te spelen. Van Veen kreeg bijval van het publiek en de gewraakte recensent verliet de zaal.
In de winter van 1908-1909 verving Marcellus van Gool pianist Bos, die op reis was in de Verenigde Staten. Later in 1909 verliet Van Veen het trio om zich in Den Haag te vestigen. In zijn plaats trad de Duitse violist Hugo Heermann toe tot het trio.
De laatste maal dat Het Hollandsche Trio met Bos en Van Lier in een van de Nederlandse kranten genoemd wordt, is op 13 december 1910. Gemeld wordt dat een toer van het trio door Spanje geen doorgang kan vinden omdat Bos bij een val zijn been had gebroken. Op dat moment was Hugo Heermann reeds de violist. De afspraken in Spanje werden waargenomen door het nieuwgevormde Streichquartett Heermann-Van Lier met als toegevoegde leden Maxim Ronis (tweede viool) en Ernst Breest (altviool), in aansluiting op hun toer naar Wenen en Parijs.
Coenraad Bos vormde met Louis van Laar en Godfried Zeelander een pianotrio dat optrad onder de naam Hollandsch Trio in Berlijn in 1918.

## Andere samenstellingen
In 1911 wordt de naam Het Hollandsche Trio korte tijd gebruikt door een pianotrio van geheel andere samenstelling: Jeannette Mossel-Belinfante (piano), Aldo Antonietti (viool) en Isaäc Mossel (cello), later bekend als het Trio Mossel. Weer een ander pianotrio trad vanaf 1913 op onder de naam Het Hollandsche Trio: Johan Hoorenman (piano), Willem Gerke (viool) en Bertram Drilsma (cello). De naam werd later ook in de moderne spelling nog veelvuldig gebruikt, en niet alleen voor pianotrio's.
Het succes van het pianotrio met Bos, Van Veen en Van Lier tussen 1899 en 1910 heeft waarschijnlijk de populariteit van de naam in de hand gewerkt. In fictie wordt naar de naam "Hollandsch Trio" verwezen als opstap naar een muzikale carrière. In de roman Julian van Elisabeth Overduyn-Heyligers van omstreeks 1916 is de gelijknamige hoofdpersoon een jonge violist die in Berlijn woont. Zijn naam begint een goede klank te krijgen als hij wel eens mag invallen in het Hollands Trio. Rinke Tolman schreef een vernietigende recensie over het boek.

## Opgedragen werken
Verscheidene componisten hebben hun werken aan het trio opgedragen:
- Christian Sinding zijn Pianotrio nr. 2
- Philipp Scharwenka zijn Pianotrio opus 112
- Eduard Behm het Pianotrio op. 14
- Hugo Kaun zijn Pianotrio nr. 2 opus 58.